# Marcel Balsa
Marcel Lucien Balsa (ur. 1 stycznia 1909 w Saint-Frion, zm. 11 sierpnia 1984 w Maisons-Alfort) − francuski kierowca wyścigowy.

## Kariera

### Sezon 1952
Wystartował w zaledwie jednym wyścigu Formuły 1, który miał miejsce w sezonie 1952, samochodem BMW. Brał udział w wyścigu o Grand Prix Niemiec 1952, z którego wycofał się na 5 okrążeniu.